# Marek Molak
Marek Molak (ur. 5 lipca 1990 w Warszawie) – polski aktor filmowy, telewizyjny, teatralny i dubbingowy, a także piosenkarz oraz freak fighter.

## Życiorys
Od 2007 występuje w roli Huberta Pyrki w serialu Barwy szczęścia. W jednym z odcinków serialu wykonał autorską piosenkę „Spacer”.
Jest wokalistą zespołu rockowego AvA, z którym w 2011 wydał minialbum, a w 2016 – album studyjny pt. Po drugiej stronie, wydany nakładem Universal Music Polska.
Zagrał główne role teatralne w spektaklach Piotruś Pan w Teatrze Muzycznym „Roma” oraz Przebudzenie wiosny w Teatrze Rozrywki. W 2018 zajął trzecie miejsce w finale 10. edycji programu rozrywkowego Polsatu Twoja twarz brzmi znajomo.

## Życie prywatne
W latach 2013–2016 był żonaty z tancerką Małgorzatą Mazurkiewicz, z którą ma syna Krzysztofa (ur. 2013). Następnie związał się z Daną, z którą ma syna, Marka Daniela (ur. 2019).

## Filmografia
- od 2007: Barwy szczęścia – Hubert Pyrka
- 2009: Złoty środek (obsada aktorska)
- 2018: Na dobre i na złe – Igor (odc. 701)
- 2020: Asymetria – Dariusz Wójcik
- 2021: Aferzyści. Złe Psy – Sebastian

## Dubbing

### Filmy
- 1994: Król lew – młody Simba (wykonanie piosenki „Poranny raport” w wersji specjalnej z 2003 roku)
- 2003: Gdzie jest Nemo? – Szeldon
- 2003: Kot
- 2003: Piotruś Pan –
  - Chłopcy,
  - Dzieci,
  - Drobinka
- 2003: Mali agenci 3D: Trójwymiarowy odjazd – Arnold
- 2003: Księga dżungli 2 – Mowgli (dialogi)
- 2004: Rybki z ferajny
- 2004: Thunderbirds – Fermat
- 2005: Pradawny ląd: Inwazja minizaurów – Liliput
- 2005: Rekin i Lava: Przygoda w 3D – Rekin
- 2005: Oliver Twist
- 2008: Podróż do wnętrza Ziemi – Sean Anderson
- 2009: Harry Potter i Książę Półkrwi – Cormac McLaggen
- 2010: Harry Potter i Insygnia Śmierci, cz. 1 – Cormac McLaggen
- 2010: Zakochany wilczek – Słony
- 2013: Gra Endera – Stilson
- 2017: Power Rangers – Jason Lee Scott
- 2021: Sing 2 – Johnny[8]

### Seriale
- 1978: Był sobie człowiek
- 1993–1994: Hello Kitty
- 2001–2004: Lizzie McGuire – Ethan
- 2001–2004: Lloyd w kosmosie – Lloyd
- 2004–2007: Nieidealna – Chip
- 2007–2011: Przygody Sary Jane – Luke Smith
- 2007: Co gryzie Jimmy’ego? – Kevin (odcinek 19)
- 2007: S.A.W. Szkolna Agencja Wywiadowcza
- 2008–2011: True Jackson – Ryan
- 2008–2009: Mighty B – Rocky (odcinek 3)
- 2009–2011: Hot Wheels: Battle Force 5 – Zen (odcinek 13)
- 2009–2011: Brygada – Kirby Bancroft-Cadworth III
- 2009: Sally Bollywood
- 2010: Generator Rex – Rex

### Gry komputerowe
- 2007: Harry Potter i Zakon Feniksa –
  - Ernie McMillan,
  - Gryfon#2
- 2009: Harry Potter i Książę Półkrwi –
  - Cormac McLaggen,
  - Ślizgon#1
- 2014: Sunset Overdrive

## Nagrody
- 2014: Wielki test wiedzy ekonomicznej 2014 – I miejsce

## Walki freak show fight
W maju 2021 roku podpisał kontrakt z federacją MMA-VIP. Pierwszy pojedynek na zasadach mieszanych sztukach walki (MMA) stoczył 29 października tego samego roku podczas gali zatytułowanej MMA-VIP 3: Galaktyka Osobliwości. Jego rywalem był Dariusz Kaźmierczuk. Zwycięstwo odniósł poprzez techniczny nokaut w pierwszej rundzie.
24 czerwca 2023 roku na gali Fight Rose 3 w Kutnie stoczył charytatywny pojedynek bokserski z Adrianem Domalewskim. Po trzech rundach decyzją sędziów pojedynek zakończył się większościowym remisem.